# Lijst van voetbalinterlands Letland - Tsjechië
Deze lijst van voetbalinterlands is een overzicht van alle officiële voetbalwedstrijden tussen de nationale teams van Letland en Tsjechië. De landen speelden tot op heden vier keer tegen elkaar. De eerste ontmoeting, een groepswedstrijd bij het Europees kampioenschap voetbal 2004, werd gespeeld in Aveiro (Portugal) op 15 juni 2004. Het laatste duel, een kwalificatiewedstrijd voor het Europees kampioenschap voetbal 2016, vond plaats in Riga op 6 september 2015.

## Wedstrijden
| № | Plaats  | Datum            | Competitie           | Wedstrijd          | Uitslag |
| - | ------- | ---------------- | -------------------- | ------------------ | ------- |
| 1 | Aveiro  | 15 juni 2004     | EK 2004              | Tsjechië – Letland | 2 – 1   |
| 2 | Liberec | 11 augustus 2010 | Vriendschappelijk    | Tsjechië – Letland | 4 – 1   |
| 3 | Praag   | 28 maart 2015    | EK 2016 kwalificatie | Tsjechië − Letland | 1 − 1   |
| 4 | Riga    | 6 september 2015 | EK 2016 kwalificatie | Letland − Tsjechië | 1 − 2   |

## Samenvatting
| Competitie        | Totaal gespeeld | Winst Letland | Gelijk | Winst Tsjechië | Doelsaldo Letland – Tsjechië |
| ----------------- | --------------- | ------------- | ------ | -------------- | ---------------------------- |
| EK-eindronde      | 1               | 0             | 0      | 1              | 1 − 2                        |
| EK-kwalificatie   | 2               | 0             | 1      | 1              | 2 − 3                        |
| Vriendschappelijk | 1               | 0             | 0      | 1              | 1 − 4                        |
| Totaal            | 4               | 0             | 1      | 3              | 4 − 9                        |

## Details

### Eerste ontmoeting
| EK 2004 (Aveiro, Portugal, 15 juni 2004): |              | |
| Tsjechië | 2 – 1        | Letland |
| Milan Baroš 73' Marek Heinz 85' | goals        | 45+1' Māris Verpakovskis |
| Karel Brückner | bondscoach   | Aleksandrs Starkovs |
| Petr Čech Zdeněk Grygera 57' Tomáš Ujfaluši René Bolf Marek Jankulovski Tomáš Galásek 65' Karel Poborský Tomáš Rosický Pavel Nedvěd Jan Koller Milan Baroš 87' | opstellingen | Aleksandrs Koliņko Igors N. Stepanovs Mihails Zemļinskis Oļegs Blagonadeždins Aleksandrs Isakovs 90' Valentīns Lobaņovs Vitālijs Astafjevs Imants Bleidelis Andrejs Rubins 72' Andrejs Prohorenkovs 81' Māris Verpakovskis |
| Marek Heinz 57' Vladimír Šmicer 65' Martin Jiránek 87' | wissels      | 72' Juris Laizāns 81' Marians Pahars 90' Vits Rimkus |

### Derde ontmoeting
| EK 2016 kwalificatie (scheidsrechter Xavier Estrada, Praag, 28 maart 2015): |              | |
| Tsjechië | 1 – 1        | Letland |
| Václav Pilař 90+1' | goals        | 30' Aleksejs Višņakovs |
| Pavel Vrba | bondscoach   | Marian Pahars |
| Petr Čech Václav Procházka Michal Kadlec David Limberský Theodor Gebre Selassie Jaroslav Plašil 46' Tomáš Rosický Bořek Dočkal Ladislav Krejčí 57' Vladimír Darida David Lafata 81' | opstellingen | Andris Vaņins Kaspars Gorkšs Kaspars Dubra Vitālijs Maksimenko Gints Freimanis Igors Tarasovs 66' Oļegs Laizāns 82' Aleksejs Višņakovs Deniss Rakels Valerijs Šabala 87' Artūrs Zjuzins |
| Václav Pilař 46' Tomáš Necid 57' Václav Kadlec 81' | wissels      | 66' Jānis Ikaunieks 82' Aleksandrs Fertovs 87' Jurijs Žigajevs |
| David Limberský 47' Bořek Dočkal 90+1' | gele kaarten | 29' Kaspars Gorkšs 71' Gints Freimanis |

### Vierde ontmoeting
| EK 2016 kwalificatie (scheidsrechter Deniz Aytekin, Riga, 6 september 2015): |              | |
| Letland | 1 – 2        | Tsjechië |
| Artūrs Zjuzins 73' | goals        | 13' David Limberský 25' Vladimír Darida |
| Marian Pahars | bondscoach   | Pavel Vrba |
| Andris Vaņins Vitālijs Maksimenko Kaspars Dubra Artūrs Karašausks 66' Kaspars Gorkšs Vladimirs Kamešs 29' Deniss Rakels Igors Tarasovs Artūrs Zjuzins Aleksandrs Fertovs Gints Freimanis 33' | opstellingen | Petr Čech David Limberský Václav Procházka Marek Suchý Pavel Kadeřábek David Pavelka Vladimír Darida 77' Josef Šural 54' Daniel Kolář 90' Bořek Dočkal Milan Škoda |
| Aleksejs Višņakovs 29' Vladislavs Gabovs 33' Aleksandrs Cauņa 66' | wissels      | 54' Ladislav Krejčí 77' Ondřej Vaněk 90' Theodor Gebre Selassie |
| Vitālijs Maksimenko 45+1' Kaspars Dubra 55' | gele kaarten | |

LFF · A-internationals · Bondscoaches · Statistieken · Lets vrouwenelftal · Olympisch elftal · Letland U21 · Letland U20 · Letland U19 · Letland U18 · Letland U17 · Letland U16
1922 – 1929 ·
1930 – 1940 ·
1950 – 1989 · 
1990 – 1999 ·
2000 – 2009 ·
2010 – 2019 ·
2020 – 2029
EK 1996 · 
EK 2000 · 
EK 2004 · 
EK 2008 · 
EK 2012
WK 1994 · 
WK 1998 · 
WK 2002 · 
WK 2006 · 
WK 2010 · 
WK 2014
OS 1924
1922 · 
1923 · 
1924 · 
1925 · 
1926 · 
1927 · 
1928 · 
1929 · 
1930 · 
1931 · 
1932 · 
1933 · 
1934 · 
1935 · 
1936 · 
1937 · 
1938 · 
1939 · 
1940 · 
1941 · 
1942 · 
1943 · 1944 · 
1945 · 
1946 · 
1947 · 
1948 · 
1949 · 
1950 – 1990 · 
1991 · 
1992 · 
1993 · 
1994 · 
1995 · 
1996 · 
1997 · 
1998 · 
1999 · 
2000 · 
2001 · 
2002 · 
2003 · 
2004 · 
2005 · 
2006 · 
2007 · 
2008 · 
2009 · 
2010 · 
2011 · 
2012 · 
2013 · 
2014 · 
2015 · 
2016 · 
2017 ·
2018 ·
2019 ·
2020 ·
2021 ·
2022
Albanië ·
Andorra ·
Angola ·
Armenië ·
Azerbeidzjan ·
Bahrein ·
België ·
Bolivia ·
Bosnië en Herzegovina ·
Brazilië ·
Bulgarije ·
China ·
Cyprus ·
Denemarken ·
Duitsland ·
Engeland ·
Estland ·
Faeröer · 
Finland ·
Frankrijk ·
Georgië ·
Ghana ·
Gibraltar ·
Griekenland ·
Honduras ·
Hongarije ·
Ierland ·
IJsland ·
Israël ·
Japan ·
Kazachstan ·
Koeweit ·
Kosovo ·
Kroatië ·
Liechtenstein ·
Litouwen ·
Luxemburg ·
Malta ·
Moldavië ·
Montenegro ·
Nederland ·
Noord-Ierland ·
Noord-Korea ·
Noord-Macedonië ·
Noorwegen ·
Oekraïne ·
Oezbekistan · 
Oman ·
Oostenrijk ·
Polen ·
Portugal ·
Qatar ·
Roemenië · 
Rusland ·
San Marino ·
Saoedi-Arabië ·
Schotland ·
Slovenië ·
Slowakije ·
Spanje ·
Thailand ·
Tsjechië ·
Tunesië ·
Turkije ·
Verenigde Staten ·
Wales ·
Wit-Rusland ·
Zuid-Korea ·
Zweden ·
Zwitserland
FAČR · A-internationals · Bondscoaches · Selecties · Statistieken · Tsjechisch vrouwenelftal · Olympisch elftal · Tsjechië U21 · Tsjechië U20 · Tsjechië U19 · Tsjechië U18 · Tsjechië U17 · Tsjechië U16
EK 1996 · 
EK 2000 · 
EK 2004 · 
EK 2008 · 
EK 2012 · 
EK 2016 · 
EK 2020
WK 1998 · 
WK 2002 · 
WK 2006 · 
WK 2010 · 
WK 2014 · 
WK 2018 · 
WK 2022
OS 2000
1906 · 1907 · 1908 · 1909 – 1938 · 1939 · 1940 – 1993 · 1994 · 1995 · 1996 · 1997 · 1998 · 1999 · 2000 · 2001 · 2002 · 2003 · 2004 · 2005 · 2006 · 2007 · 2008 · 2009 · 2010 · 2011 · 2012 · 2013 · 2014 · 2015 · 2016 · 2017 · 2018 · 2019 · 2020 · 2021 · 2022 · 2023 · 2024 · 2025
Albanië ·
Andorra ·
Armenië ·
Australië ·
Azerbeidzjan ·
België ·
Bosnië en Herzegovina ·
Brazilië ·
Bulgarije ·
Canada ·
China ·
Costa Rica ·
Cyprus ·
Denemarken ·
Duitsland ·
Engeland ·
Estland ·
Faeröer ·
Finland ·
Frankrijk ·
Georgië ·
Ghana ·
Gibraltar ·
Griekenland ·
Hongarije ·
Ierland ·
IJsland ·
Israël ·
Italië ·
Japan ·
Joegoslavië ·
Kazachstan ·
Koeweit ·
Kosovo ·
Kroatië ·
Letland ·
Libanon ·
Liechtenstein ·
Litouwen ·
Luxemburg ·
Malta ·
Marokko ·
Mexico ·
Moldavië ·
Montenegro ·
Nederland ·
Nigeria ·
Noord-Ierland ·
Noord-Macedonië ·
Noorwegen ·
Oekraïne ·
Oostenrijk ·
Paraguay ·
Peru ·
Polen ·
Portugal ·
Qatar ·
Roemenië ·
Rusland ·
San Marino ·
Saoedi-Arabië ·
Schotland ·
Servië ·
Slovenië ·
Slowakije ·
Spanje ·
Trinidad en Tobago ·
Turkije ·
Uruguay ·
Verenigde Arabische Emiraten ·
Verenigde Staten ·
Wales ·
Wit-Rusland ·
Zuid-Afrika ·
Zuid-Korea ·
Zweden ·
Zwitserland
Denemarken (2021) · 
Duitsland (1996, 2) · 
Engeland (2021) · 
Ghana (2006) · 
Griekenland (2012) · 
Italië (2006) · 
Kroatië (2016) · 
Kroatië (2021) · 
Nederland (2021) · 
Polen (2012) · 
Portugal (2008) · 
Portugal (2012) · 
Rusland (2012) · 
Schotland (2021) · 
Spanje (2016) · 
Turkije (2008) · 
Verenigde Staten (2006) ·
Zwitserland (2008)